# 이바라기조선초중고급학교
이바라기조선초중고급학교(일본어: 茨城朝鮮初中高級学校 이바라키 조선 초중고급학교[*])는 일본 이바라키현에 위치한 조선학교이다.

## 학과
- 고급부
- 중급부
- 초급부